# TKO Group Holdings
TKO Group Holdings, Inc. (TKO, «ти-кей-оу») — медиаконгломерат, созданный компанией Endeavor Group Holdings в результате слияния World Wrestling Entertainment, Inc. (WWE) и Zuffa, материнской компании Ultimate Fighting Championship (UFC). После слияния 12 сентября 2023 года WWE и UFC работают как подразделения бренда TKO.
После слияния WWE впервые не контролируется семьей Макмэнов, которая основала компанию и владела ей более 70 лет. Это третий случай смены владельца UFC, когда её материнская компания Zuffa была продана компании Endeavor в 2016 года. Ранее Zuffa приобрела UFC у Semaphore Entertainment Group в 2001 году.
Исполнительным председателем новой компании стал Винс Макмэн из WWE, генеральным директором — Ари Эмануэль из Endeavor, а президентом и операционным директором — Марк Шапиро. Эмануэль не стал брать на себя никаких творческих функций в WWE или UFC, президентом WWE после слияния стал Ник Хан, а главным исполнительным директором UFC теперь будет Дэйна Уайт.

## История
17 июня 2022 года Винс Макмэн покинул пост председателя совета директоров и генерального директора WWE, оставив компанию своей дочери Стефани Макмэн и Нику Хану. В январе 2023 года Винс Макмэн заявил о своем намерении вернуться в WWE в преддверии переговоров о продаже медиаправ компании. Срок действия медиаправ WWE с Fox и USA Network истекает в 2024 году. В том же месяце для организации возможной продажи компании была нанята компания JPMorgan, среди претендентов на которую, по слухам, были Comcast и Fox Corporation (владельцы вещательных партнеров WWE — USA Network и Fox), The Walt Disney Company (владельцы ESPN), Warner Bros. Discovery (медиапартнеры конкурирующей компании All Elite Wrestling), Netflix, Amazon, Endeavor (WWE имела деловые отношения с дочерней компанией Endeavor Streaming, которая в 2019 года взяла на себя технические операции её потокового сервиса WWE Network), Liberty Media, Creative Artists Agency и Суверенный фонд Саудовской Аравии (WWE имеет долгосрочное соглашение с Министерством спорта Саудовской Аравии о продвижении шоу в стране).

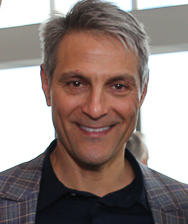
Ари Эмануэль, CEO Endeavor, занимает должность CEO TKO Group Holdings

10 января 2023 года Стефани Макмэн ушла с поста председателя совета директоров и генерального директора WWE, после чего Винс Макмэн занял должность исполнительного председателя совета директоров WWE, а Ник Хан стал единственным генеральным директором.
3 апреля 2023 года WWE и Endeavor заключили соглашение, согласно которому WWE объединится с материнской компанией UFC Zuffa и образует новую компанию, которая выйдет на Нью-Йоркскую фондовую биржу под тикером TKO. 16 мая представитель Endeavor заявил, что компания будет называться TKO Group Holdings.
Endeavor будет владеть 51 % акций TKO Group Holdings, а акционеры WWE — 49 %, что оценивает стоимость WWE в 9,1 млрд долларов.
Слияние состоялось 12 сентября 2023 года.
В январе 2024 года Дуэйн «Скала» Джонсон вошёл в совет директоров TKO.
25 января 2024 года стало известно, что Джейнел Грант, бывшая неназванная сотрудница WWE, подала иск против Макмэна и Джона Лауринайтиса о секс-торговле. Грант обвиняет Макмэна в том, что он сексуально эксплуатировал её: принуждал её к агрессивному сексу, в том числе с копрофилией; распространял порнографические материалы с ней, среди сотрудников компании; принуждал к сексу с другими людьми, в том числе с главой отдела отношения с кадрами WWE — Джоном Лауринайтисом; использовал сексуальные действия с ней для получения нового контакта с «бывшим чемпионом UFC»; и другие обвинения в сексуальной агрессии. Согласно жалобе, Макмэн «осыпал Грант подарками и пустыми обещаниями повышения на работе, в то же время угрожая ей деньгами и репутацией, если бы она не поддалась его все более развратным сексуальным требованиям». Жена Макмэна Линда Макмэн настояла на том, чтобы Грант подписала документы о неразглашении, однако Грант утверждает, что из 3 миллионов долларов «за молчание» она получилась лишь один, после чего выплаты прекратились. Иск требует неопределенной суммы денежного ущерба, а также решения о том, что соглашение о неразглашении, подписанное Грант, когда она была сотрудницей WWE, является «недействительным и не имеющим силы, и не запрещает никаких претензий истца к ответчикам». 26 января 2024 года Винс Макмэн подал в отставку из TKO. В своем заявлении Макмэн сказал, что решение было принято «из уважения ко Вселенной WWE, необычному бизнесу TKO и его членам совета директоров, акционерам, партнерам и избирателям, а также всем сотрудникам».